# Cayos Cochinos
Le Cayos Cochinos sono un gruppo insulare composto da due isole e quattordici isolotti corallini situati a circa 30 km a nord-est di La Ceiba sulla costa settentrionale dell'Honduras, la superficie totale ammonta a circa 2 km². Dal punto di vista amministrativo rientrano nel dipartimento di Islas de la Bahía e fanno parte della municipalità di Roatán. Al censimento del 2001 risultavano popolate da 108 abitanti.
Le isole fanno parte di una riserva marina protetta e nel 2003 sono state dichiarate Monumento Natural Marino (decreto legislativo 114-2003) e sono tutelate dalla Honduras Coral Reef Foundation, una società no-profit creata da investitori honduregni. La barriera corallina di cui fanno parte è la seconda per estensione a livello mondiale ed è nota come barriera corallina meso-americana.
Sull'isola di Cayo Menor è presente una stazione per la ricerca scientifica dotata di due laboratori per lo studio della fauna e della flora.

## Controversie
Come detto, la gestione della riserva è affidata alla Honduran Coral Reel Foundation che tra i suoi obiettivi dichiarati ha quello di preservare il territorio ma anche di incoraggiare forme di turismo che non abbiano un impatto negativo sull'ecosistema. Tuttavia la popolazione locale, i garifuna, ha accusato le autorità che gestiscono le Cayos Cochinos di sfruttare il territorio e di danneggiare gravemente il sistema di vita degli abitanti. In particolare viene duramente criticata la scelta di limitare la pesca, da sempre attività di sostentamento primaria delle popolazioni locali, motivata con la necessità di preservare la barriera corallina ma contemporaneamente si accusano le autorità di favorire attività turistiche che comportano un elevato aumento delle emissioni di anidride carbonica e dell'inquinamento marino che danneggiano gravemente l'habitat della barriera.
Le proteste delle popolazioni indigene sono state represse con violenza dalla marina honduregna tanto che il 29 ottobre 2003 l'Organización Fraternal Negra Hondureña (OFRANEH) ha presentato una petizione alla Commissione interamericana dei diritti umani contro lo Stato dell'Honduras denunciando la violazione degli articoli 1, 8, 21 e 25 della Convenzione americana dei diritti umani a danno delle comunità garifuna di Triunfo de la Cruz, dei Cayos Cochinos (n. 1118-03) e di Punta Piedra. Il 24 luglio 2007 la Commissione si è pronunciata in favore dell'ammissibilità della petizione presentata e ne ha disposto il passaggio alla Corte interamericana dei diritti umani.

## Toponimi
Isole:
- Cayo Cochino Grande o Cayo Cochino Mayor
- Cayo Cochino Menor

Isolotti:
- Cayo Arena
- Cayo Balfate
- Cayo Bolaños
- Cayo Borrego
- Cayo Chachahuate
- Cayo Chachahuate II
- Cayo Culebra
- Cayo Gallo
- Cayo Largo Abajo
- Cayo Largo Arriba
- Cayo Paloma
- Cayo Redondo
- Cayo Timón
- Cayo Zacate

## Media
Le isole sono  il luogo di alcune edizioni del reality show L'isola dei famosi sia italiana che estere.